# Tetragonochora flavonigra
Tetragonochora flavonigra är en stekelart som beskrevs av Joseph Kriechbaumer 1898. Tetragonochora flavonigra ingår i släktet Tetragonochora och familjen brokparasitsteklar. Inga underarter finns listade i Catalogue of Life.